# Nikola Vasić (calciatore)
Nikola Karađorđe Vasić (in serbo Никола Карађорђе Васић?; 4 ottobre 1991) è un calciatore svedese, attaccante del Brommapojkarna.

## Carriera
Nel 2011 ha vestito la maglia del Bagarmossen Kärrtorp BK, squadra di quartiere stoccolmese con cui ha segnato una rete in dieci partite nel campionato di Division 3, ovvero il quinto livello del calcio svedese. L'anno seguente, con lo stesso club e nella stessa categoria, si è messo in luce con 16 gol in 21 presenze.
Tra il 2013 e il 2015 ha militato nell'Enskede IK, nella quarta serie nazionale. In tutti e tre le edizioni del campionato ha sempre segnato 2 reti, a fronte rispettivamente di 12, 8 e 16 presenze. Al termine del suo terzo e ultimo anno di permanenza, la squadra è salita in terza serie ma il giocatore non ha fatto parte della rosa.
Nonostante l'Enskede IK avesse conquistato la promozione in terza serie al termine della stagione 2015, Vasić ha lasciato la squadra ed è approdato all'Huddinge IF per la stagione 2016, rimanendo così a giocare in quarta serie. Qui è stato il miglior marcatore stagionale del club, con un rendimento di 22 reti in 24 partite.
Nel gennaio 2017 ha sottoscritto un contratto biennale con l'Akropolis, squadra con cui all'età di 25 anni ha esordito nella terza serie nazionale. Al primo anno in biancoblu ha collezionato 10 presenze da titolare e 11 da subentrante, nonostante ciò è riuscito a segnare 14 gol chiudendo al secondo posto della classifica marcatori di quell'edizione del torneo. L'anno seguente si è invece imposto come capocannoniere del proprio girone grazie alle 21 reti realizzate in 28 presenze. Nel 2019 ha dovuto saltare l'intera annata per via di un grave infortunio al legamento crociato del ginocchio sinistro, mentre la squadra raggiungeva una storica promozione in Superettan, il secondo più alto campionato svedese. Ristabilitosi, Vasić ha fatto il proprio debutto in questa categoria disputando le prime 18 giornate della Superettan 2020, siglando nel frattempo 9 gol.
Il 2 ottobre 2020 Vasić ha iniziato ufficialmente la sua prima parentesi lontano da Stoccolma con l'acquisto da parte della Reggina, squadra impegnata nel campionato di Serie B 2020-2021. La sua permanenza in riva allo Stretto non si è rivelata tuttavia particolarmente fortunata, essendo essa durata solo pochi mesi nonostante il contratto triennale firmato con il club calabrese. Vasić ha totalizzato infatti 8 apparizioni in campionato tra ottobre e dicembre, senza mai andare in rete in alcuna di queste gare. Egli è poi uscito dai piani del nuovo tecnico Marco Baroni (subentrato a Domenico Toscano) tanto da non giocare più neanche un minuto nel nuovo anno. 
Il 25 marzo 2021, a pochi giorni dalla chiusura del mercato invernale svedese e dall'inizio del locale campionato, il Vasalund ha ottenuto dagli amaranto il prestito del giocatore. I suoi 8 gol in 26 presenze non sono bastati tuttavia al club per evitare il penultimo posto nella Superettan 2021 e la conseguente retrocessione in terza serie. Il 25 gennaio 2022 la Reggina ha reso noto con un breve comunicato di aver trovato un accordo per la risoluzione contrattuale con il giocatore.
Libero da vincoli contrattuali, Vasić è stato dunque presentato il 26 gennaio 2022 dal Brommapojkarna con un accordo biennale. Con 11 reti e 5 assist in 29 partite giocate ha contribuito alla promozione dei rossoneri dalla Superettan 2022 all'Allsvenskan 2023. Questo salto di categoria gli ha consentito, all'età di 31 anni, di disputare la prima stagione in carriera nella massima serie svedese, durante la quale ha messo a segno 5 marcature e un assist in 26 partite all'attivo. La squadra ha chiuso il torneo al terzultimo posto, ma si è salvata anche grazie alla tripletta di Vasić nella gara di andata degli spareggi a Göteborg contro l'Utsiktens BK terminata 7-0 per il Brommapojkarna. L'anno seguente l'attaccante ha incrementato il proprio rendimento al punto da laurearsi capocannoniere dell'intera Allsvenskan 2024 nonché ad essere premiato come miglior attaccante del torneo grazie a un bottino di 17 reti in 29 presenze, numeri che hanno aiutato il Brommapojkarna a centrare il decimo posto in classifica ed una salvezza relativamente tranquilla. Proprio all'ultima giornata di quel campionato, tuttavia, Vasić (che era in scadenza di contratto) ha riportato una grave lesione al legamento crociato.

## Palmarès

### Individuale
- Capocannoniere del campionato svedese: 1

2024 (17 reti)